# Balbina Malheiros Dias da Silva
Balbina Malheiros Dias da Silva (* 27. Februar 1959) ist eine angolanische Diplomatin. Sie war von 2019 bis 2025 als erste Frau Botschafterin ihres Landes in Berlin.

## Werdegang
Balbina Malheiros Dias da Silva absolvierte 1981–1982 den Kurs „Auswärtige Beziehungen“ an der Nationalen Parteischule. Anschließend studierte sie bis 1984 an der Juristischen Fakultät der Universidade Agostinho Neto in Talatona. Sie schloss 1990 ein Studium der Politikwissenschaft und Diplomatie am Rio-Branco-Institut in Brasília ab.
Malheiros Dias da Silva trat 1983 in den diplomatischen Dienst ihres Landes ein. Als diplomatische Attachée war sie an der Direktion für Lateinamerika und die Karibik im Außenministerium tätig. Drei Jahre später übernahm sie die Leitung der Abteilung Nordafrika und Naher Osten. Sie verantwortete auch die Betreuung der Organisation für Afrikanische Einheit (OAU). Im Range eines zweiten Sekretärs war Malheiros Dias da Silva seit 1993 an der Botschaft in Harare, Simbabwe tätig.
Malheiros Dias da Silva übernahm 2000 die Leitung der Abteilung Mittel- und Osteuropa, nachdem sie 1998 beim Ministerium für Angelegenheiten des südlichen Afrikas zuständig war. Drei Jahre später wurde sie zur Direktorin der Hauptabteilung für Amerika ernannt. Von 2012 bis 2019 war sie Botschafterin in Sambia.
Balbina Malheiros Dias da Silva wurde am 24. Oktober 2019 zur außerordentlichen und bevollmächtigten Botschafterin der Republik Angola in Deutschland akkreditiert. Sie erhielt auch eine Ernennung zur nichtresidierenden Botschafterin in Tschechien. Ihr Vorgänger in Berlin war Alberto Correia Neto. 2025 wurde sie von Maria Isabel Gomes Godinho de Resende Encoge abgelöst.
Malheiros Dias da Silva spricht Portugiesisch, Französisch, Englisch, Spanisch und ist verheiratet.